# NGC 3540
NGC 3540 est une galaxie lenticulaire située dans la constellation de la Grande Ourse. NGC 3540 a été découverte par l'astronome britannique John Herschel en 1831. John Herschel a aussi observé cette même galaxie le 7 février 1832 elle a été inscrite au catalogue NGC sous la désignation NGC 3548.

## Caractéristiques
Sa vitesse par rapport au fond diffus cosmologique est de 6 656 ± 19 km/s, ce qui correspond à une distance de Hubble de 98,2 ± 6,9 Mpc (∼320 millions d'al).

### Distance
NGC 3540 est une galaxie du champ, c'est-à-dire qu'elle n'appartient pas à un amas ou un groupe et qu'elle est donc gravitationnellement isolée.